# Ankérite
L'ankérite est une espèce minérale de la famille des carbonates et de formule Ca(Fe,Mg,Mn)(CO3)2, avec des traces de césium et de lanthane.

## Inventeur et étymologie
Décrite par Wilhelm von Haidinger en 1825, elle est nommée d'après le minéralogiste Matthias Joseph Anker (1771-1843) de Styrie, en Autriche.

## Topotype
Erzberg, Eisenerz, Styrie, Autriche.

## Cristallographie
- Paramètres de la maille conventionnelle : a = 4,83, c = 16,167, Z = 3 ; V = 326.63
- Densité calculée = 3,15

## Cristallochimie
L'ankérite fait partie du groupe de la dolomite. Elle forme une série continue avec elle, mais également avec la kutnohorite.

### Groupe de la dolomite
Le groupe de la dolomite est composé de minéraux de formule générale AB(CO3)2 et de même structure cristalline. Dans cette formule, A peut être un atome de calcium, de baryum ou de strontium, et B un atome de fer, de magnésium, de zinc ou de manganèse :
- ankérite Ca(Fe,Mg,Mn)(CO3)2 ;
- benstonite (Ba,Sr)6(Ca,Mn)6Mg(CO3)13 ;
- dolomite CaMg(CO3)2 ;
- huntite CaMg3(CO3)4 ;
- kutnohorite Ca(Mn,Mg,Fe)(CO3)2 ;
- minrecordite CaZn(CO3)2 ;
- norséthite BaMg(CO3)2.

La nordenskiöldine et la tusionite sont deux borates isostructuraux aux minéraux du groupe de la dolomite.

## Gîtologie
L'ankérite peut résulter de l'hydrothermalisme ou de la recristallisation métamorphique de roches sédimentaires riches en fer. On la trouve fréquemment comme gangue minérale associée à de l'or, de l'argent et à différents sulfures.

### Minéraux associés
Dolomite et Sidérite.

## Synonymie
- tautoklin (Breithaupt 1830) [3]

## Galerie

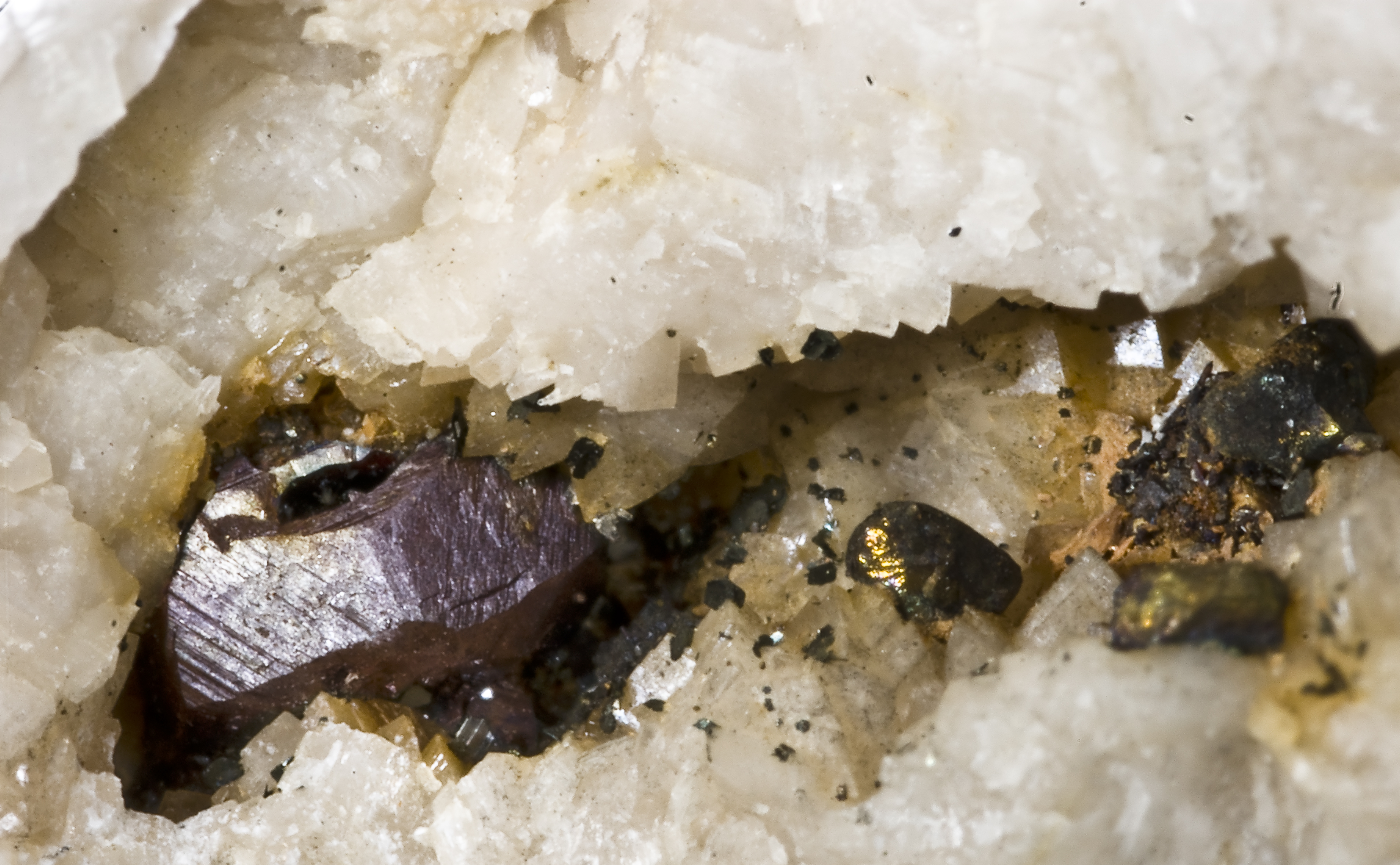
Ankerite, pyrargyrite, stéphanite Saxe Allemagne
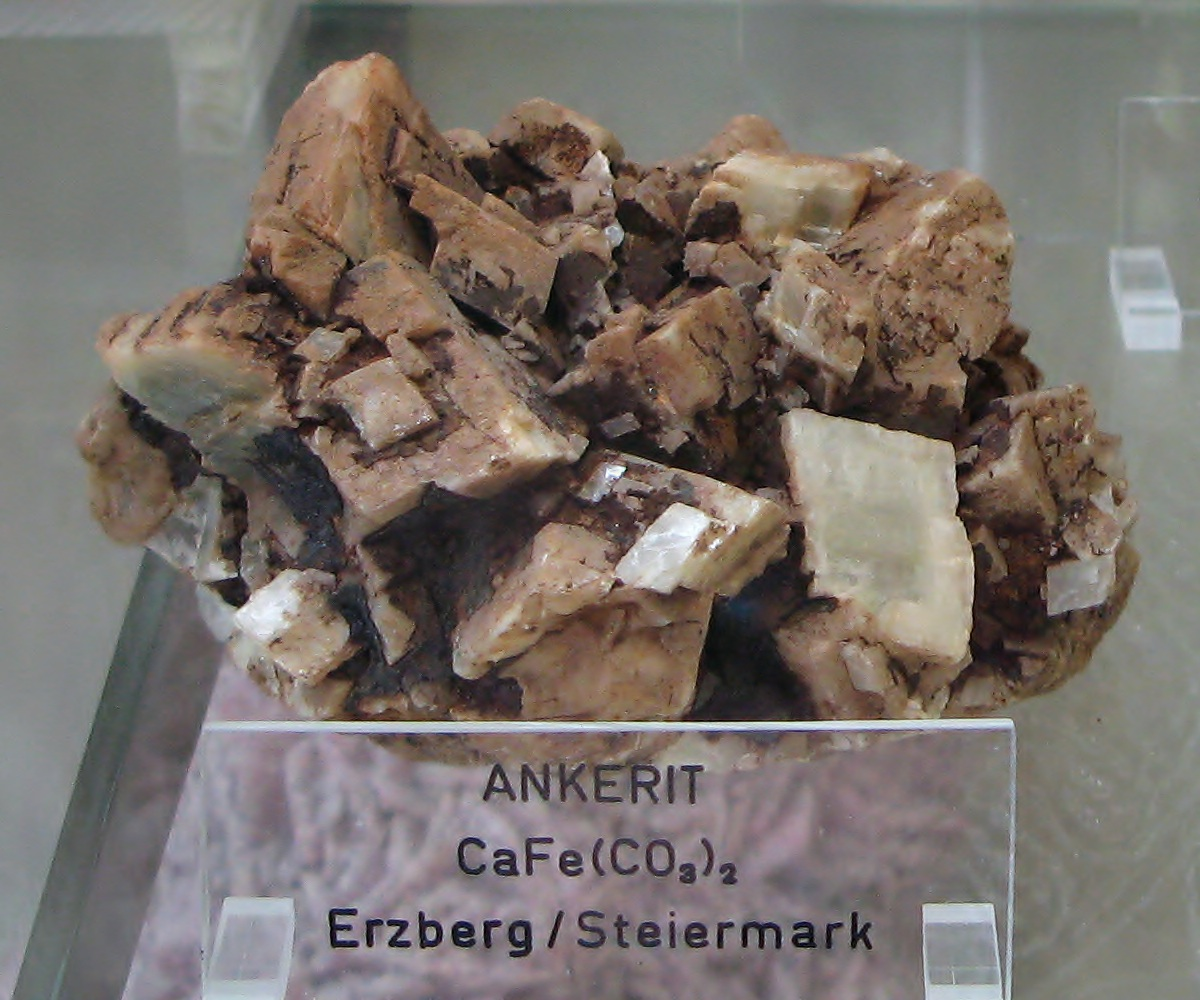
Ankérite - Erzberg, Steiermark  Allemagne - Muséum de Bonn
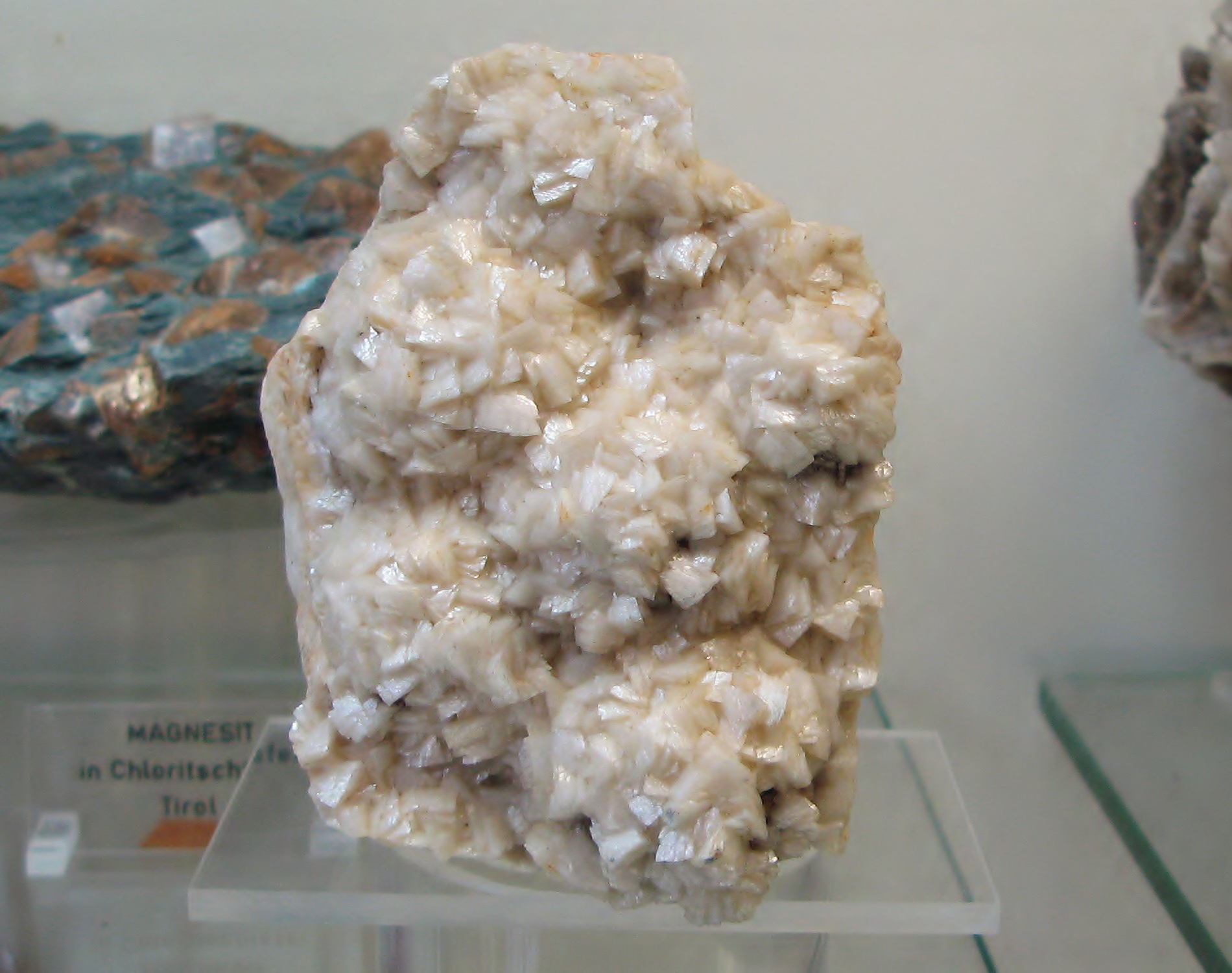
Fundort: Freiberg, Saxe - Muséum de l'université de Bonn

## Variétés
- la mangano-ankérite est une variété d'ankérite, riche en manganèse et présente dans l'Arizona aux États-Unis [4].
- la nickel-ankérite est une variété d'ankérite, riche en nickel et présente dans l'État de Washington aux États-Unis [5]

## Gisements remarquables
- Algérie

Mine d'Ouenza (Djebel Ouenza), Ouenza, Province de Tébessa
- Autriche

Styrian Erzberg, Eisenerz, Styrie (topotype)
- Belgique

La Mallieue, Engis, Province de Liège
- Canada

Carrière Poudrette, Mont Saint-Hilaire, Rouville Co., Montérégie, Québec
- France

Tunnel de Lioran, Le Lioran, Cantal, Auvergne
Mine de Salsigne, Salsigne, Mas-Cabardès, Carcassonne, Aude, Languedoc-Roussillon
Goutasson, Couledoux, Haute-Garonne, Midi-Pyrénées
- Pérou

Mines de Huraon, District de San Jose de Huayllay, Cerro de Pasco, Province Daniel Alcides Carrión

## Critères de détermination
- Les cristaux sont plus bruns que ceux de la dolomite.
- Elle est soluble à froid dans l'acide chlorhydrique dilué, avec une lente effervescence.
- Elle crépite dans la flamme et brunit.